# Tillift

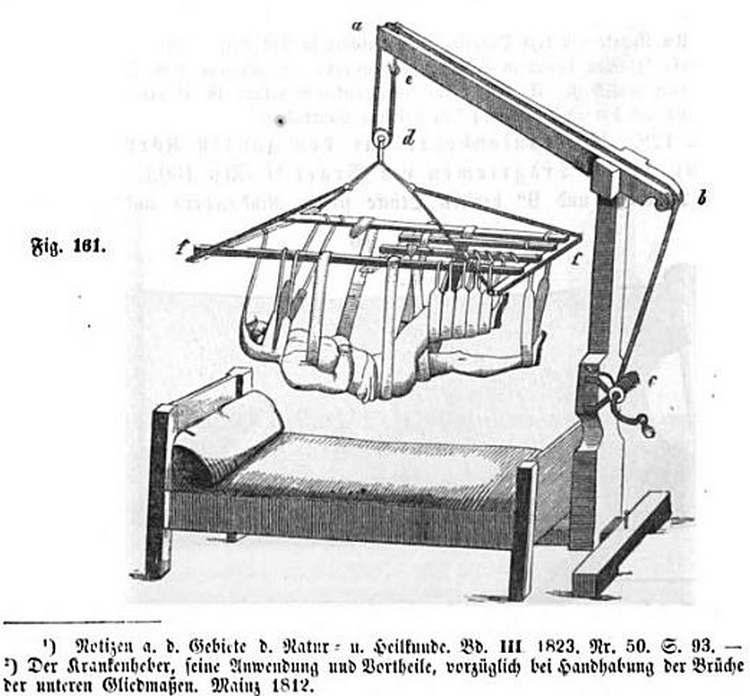
Ziekenlift rond 1850

Een tillift is een mechanisch hulpmiddel dat gebruikt wordt in de zorg om fysiek gehandicapte mensen te verplaatsen. Tilliften worden tegenwoordig veelal elektrisch bediend. Ze zijn bedoeld om fysieke overbelasting bij verzorgenden tegen te gaan. De tilapparatuur wordt verdeeld in drie types; actieve, passieve en plafondliften. Deze tilliften worden vooral gebruikt in de thuiszorg, ziekenhuizen, revalidatiecentra en verzorgingstehuizen, maar ze kunnen ook bij gehandicapten thuis worden aangelegd. Er zijn twee systemen; verrijdbare of aan het plafond gemonteerde liften. Bij het aanbrengen van een plafondlift thuis zijn vaak bouwtechnische aanpassingen noodzakelijk.

## Actieve Tilliften
De actieve worden ook wel staliften genoemd. Bij het gebruik van deze tilliften dient de persoon over voldoende veilige sta-functie te beschikken om gebruik te maken van deze actieve tillift. De tilband- of tilsling of tilvest wordt achter de rug om geplaatst en vast gekoppeld aan de tilarm van deze actieve tillift. Middels het elektrische hefmechanisme wordt de persoon naar sta-functie gebracht (of vice versa). 

## Passieve Tilliften
De liften waarmee mensen volledig worden opgetild worden ook wel passieve tilliften genoemd. Het tillen worden passieve tilbanden- ofwel tilslings gebruikt. Ze zijn er in verschillende uitvoeringen en bestaan meestal uit geweven kunststof- of bamboestof. Er in vele soorten; de longstayband wordt gebruikt wanneer er overdag op gezeten wordt terwijl shortstaybanden alleen voor verplaatsingen bedoeld zijn. Daarnaast zijn er specifieke toiletbanden, badbanden, verblijfsbanden, comfortbanden en tilbanden die op maat zijn gemaakt. Het aanmeten van een tilband is specialistisch werk. Voor de bevestiging zijn er speciale veilige clips- of lussen die niet uit eigen beweging van de tillift kunnen los komen, ze voorkomen valincidenten.
Personen die over voldoende spiertonus beschikken kunnen een tillift zelfstandig of met minimale tussenkomst van een verzorger gebruiken door een tilbeugel te gebruiken. Deze laat zelfstandige verplaatsingen toe van de rolstoel naar het toilet, het bed, het bad, de zetel, enzovoort.
Het voornaamste doel van de tilliften is preventie van fysieke overbelasting en blessures bij zorgverleners. Daarnaast worden verplaatsingen door middel van een tillift als waardiger beschouwd dan verplaatsen met behulp van spierkracht.